# Dustin Diamond

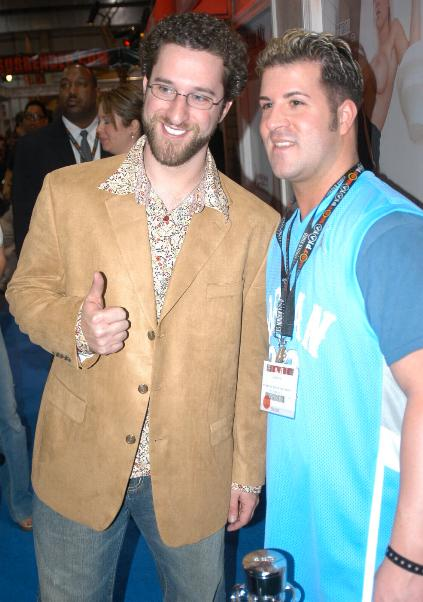
Dustin Diamond el 2007.

Dustin Neil Diamond (San José, Califòrnia; 7 de gener de 1977 - 1 de febrer de 2021) va ser un actor, comediant i director de cinema estatunidenc conegut principalment pel seu paper com a Samuel "Screech" Powers durant les quatre temporades de la sèrie Salvats per la campana (1989 - 1992).

## Biografia
Diamond va néixer en una família jueva a San Jose, Califòrnia. El seu pare ensenyava electrònica digital per a una empresa d'informàtica i la seva mare era operadora d'ordinadors per a Pacific Bell.
Ell va assistir a la Zion Lutheran School. Mentre cursava el cinquè curs, el 1989, va obtenir el paper de Screech Powers per a la sèrie Salvats per la campana.
El 2006 va participar en un vídeo pornogràfic titulat Saved by the smell, amb la finalitat de rellançar la seva carrera com a actor.
L'estiu de 2013 va participar en el reality televisiu Celebrity Big Brother 12 del Regne Unit.
El gener de 2021, es va anunciar que se li havia diagnosticat un carcinoma microcític de pulmó terminal i que s'estava sotmetent a quimioteràpia, finalment, acabaria morint l'1 de febrer de 2021.

## Filmografia
| Any                               | Títol                                   | Paper                   | Comentaris                               |
| --------------------------------- | --------------------------------------- | ----------------------- | ---------------------------------------- |
| 1987                              | The Price of Life                       | Young Stiles            |                                          |
| 1987                              | American Playhouse                      | Young Stiles            | TV, 1 episodi                            |
| 1987                              | It's a Living                           | Young Sonny             | TV, 1 episodi                            |
| 1987                              | Yogi's Great Fuita                      | Chubby Kid (Voice)      | TV, 1 episodi                            |
| 1988                              | Big Top Pee-wee                         | Deke                    |                                          |
| 1988                              | Purple People Eater                     | Big Z                   |                                          |
| 1988-1989                         | Good Morning, Miss Bliss                | Samuel "Screech" Powers | TV, 13 episodis                          |
| 1989                              | She's Out of Control                    | Beach boy               |                                          |
| 1989-1990                         | The Wonder Years                        | Joey                    | TV, 2 episodis                           |
| 1989-1993                         | Saved by the Bell                       | Samuel "Screech" Powers | TV, 82 episodis                          |
| 1990                              | The Munsters Today                      | Rob                     | TV, 1 episodi                            |
| 1992                              |                                         |                         |                                          |
| Saved by the Bell: Hawaiian Style | Samuel "Screech" Powers                 |                         |                                          |
| 1993                              | Getting By                              | Tommy                   | TV, 2 episodis                           |
| 1993-1994                         | Saved by the Bell: The College Years    | Samuel "Screech" Powers | TV, 18 episodis                          |
| 1994                              | Saved by the Bell: Wedding in Las Vegas | Samuel "Screech" Powers | En els crèdits apareix com Dusty Diamond |
| 1994-2000                         | Saved by the Bell: The New Class        | Samuel "Screech" Powers | TV, 67 episodis                          |
| 2000                              | Longshot                                | Waiter                  |                                          |
| 2001                              | Made                                    | S'interpreta si mateix  |                                          |
| 2002                              | Jane White is Sick and Twisted          | Simone                  |                                          |
| 2002                              | Big Fat Embolicar                       | S'interpreta si mateix  |                                          |
| 2002                              | The Rerun Xou                           | Doctor                  | TV, 1 episodi                            |
| 2003                              | Pauly Shore Is Dead                     | S'interpreta si mateix  |                                          |
| 2003                              | Dickie Roberts: Former Child Star       | S'interpreta si mateix  |                                          |
| 2005                              | Duck Dodgers                            | Xainius the Eternal     | TV, 1 episodi                            |
| 2005                              | 13th Grade                              | Corey                   |                                          |
| 2006                              | Screeched - Saved by the Smell          | S'interpreta si mateix  | Pel·lícula també dirigida per ell.       |
| 2008                              | Our Feature Presentation                | Mr. Renolds             |                                          |
| 2014                              | Hamlet A.D.D.                           | Bernardo                |                                          |
| 2016                              | Joker’s Wild                            | Raynard                 |                                          |
| 2017                              | Your Pretty Face is Going to Hell       | Ell mateix              |                                          |